# Pyotr Petrovich Sobennikov
Pyotr Petrovich Sobennikov (tiếng Nga: Пётр Петрович Собенников; 1894 - 1960) là một tướng lĩnh quân đội Liên Xô, hàm Trung tướng.

## Sự nghiệp
Sobennikov sinh năm 1894 ở Kronstadt, trong một gia đình quý tộc Nga. Ông tham gia quân đội đế quốc Nga từ năm 1914, tốt nghiệp trường Kỵ binh Nikolayev năm 1916. Ông tham gia Thế chiến thứ nhất trong cấp bậc của Cornet (Корнет, tương đương Thiếu úy kỵ binh).
Tháng 5 năm 1918, Sobennikov gia nhập Hồng quân tham gia Nội chiến Nga. Khởi đầu với chức vụ chỉ huy trung đội trong trung đoàn kỵ binh, thăng dấn đến chỉ huy Sư đoàn kỵ binh số 13. Ngày 19 tháng 10 năm 1921, ông được trao tặng Huân chương Cờ đỏ cho chiến dịch thành công để tiêu diệt quân đoàn của A.S. Bakich trong lãnh thổ của tỉnh Tân Cương của Trung Quốc.
Sau Nội chiến, Sobennikov được cử tham gia các khóa học quân sự của Bộ tư lệnh tối cao của Hồng quân. Tháng 8 năm 1926, ông được bổ nhiệm làm chỉ huy lữ đoàn kỵ binh độc lập 4. Từ tháng 11 năm 1931 - trợ lý thanh tra kỵ binh của Hồng quân, sau đó - thanh tra kỵ binh OKDVA. Từ tháng 12 năm 1936 - chỉ huy sư đoàn 8 kỵ binh. Tháng 2 năm 1939 - Giảng viên cao cấp về Chiến thuật chung của Học viện Quân sự Hồng quân Frunze. Tháng 1 năm 1940, ông tham gia vào cuộc chiến Xô-Phần, dựoci sự chỉ huy của Tư lệnh Phương diện quân Tây Bắc S.K. Timoshenko. Ông gia nhập CPSU (b) từ năm 1940.
Tháng 6 năm 1940 - ông được bổ nhiệm làm phó thanh tra kỵ binh Hồng quân, từ tháng 8 năm 1940 - phó tổng thanh tra kỵ binh Hồng quân. Ông lần lượt giữ các chức vụ Tư lệnh Tập đoàn quân 8 (tháng 3-6 năm 1941), rồi Tư lệnh Phương diện quân Tây Bắc (tháng 7 năm 1941) và sau đó là Tư lệnh Tập đoàn quân 43 (tháng 9-10 năm 1941).
Ngày 16 tháng 10 năm 1941, Sobennikov bị bắt và bị kết án vào tháng 2 năm 1942 với năm năm lao động khổ sai trong các trại. Ông cũng bị tước Huân chương Sao đỏ và Huy chương Kỷ niệm 20 năm Hồng quân. Tuy sau đó được ân xá, nhưng ông cũng bị kỷ luật giáng chức.
Từ tháng 11 năm 1942 cho đến khi kết thúc chiến tranh, ông là phó chỉ huy của Tập đoàn quân 3. Ông tham gia Trận Vòng cung Kursk và chiến dịch Smolensk gần Bryansk, trong các chiến dịch tại Gomel-Retchytsa và Rahatchow-Jlobine. Năm 1944, ông tham gia Chiến dịch Bagration trong đội hình Phương diện quân Belorussia 1 cho đến cuối cuộc chiến, trong các cuộc tấn công ở Đông Phổ, miền đông nước Đức, cũng như Trận chiến Berlin.
Sau chiến tranh, từ năm 1955 đến 1959, ông lãnh đạo Trường quân sự đặc biệt ở Solnechnogorsk, hay còn gọi là khóa học Vystrel.
Sobennikov qua đời năm 1960. Ông được chôn cất tại Nghĩa trang Novodevichy.

## Huân chương
- Huân chương Lenin
- Huân chương Cờ đỏ
- Huân chương Bogdan Khmelnitsky (Liên Xô)
- Huân chương Suvorov
- Huân chương Kutuzov

## Воинские звания
- Lữ đoàn trưởng (комбриг) — 23 tháng 11 năm 1935
- Thiếu tướng (генерал-майор) — 4 tháng 6 năm 1940
- Đại tá (полковник) — tháng 2 năm 1942
- Thiếu tướng (генерал-майор) — 17 tháng 4 năm 1943
- Trung tướng (генерал-лейтенант) — 22 tháng 2 năm 1944